# Les Suprêmes Dindes
 (juillet 2025).
Motif : aucune source depuis 2006
- Archive Wikiwix
- Bing
- Cairn
- DuckDuckGo
- E. Universalis
- Gallica
- Google
- G. Books
- G. News
- G. Scholar
- Persée
- Qwant
- (zh) Baidu
- (ru) Yandex
- (wd) trouver des œuvres sur Wikidata

| 1. | Préciser le motif de la pose du bandeau. | Précisez le motif de la pose du bandeau en utilisant la syntaxe suivante : {{admissibilité à vérifier\|date=juillet 2025\|motif=remplacez ce texte par le motif}}                        |
| 2. | Informer les utilisateurs concernés.     | Pensez à avertir le créateur de l'article, par exemple, en insérant le code ci-dessous sur sa page de discussion : {{subst:avertissement admissibilité à vérifier\|Les Suprêmes Dindes}} |

Les Suprêmes Dindes est un groupe de rock français formé en 1994, originaire de Crest dans la vallée de la Drôme. Il s’est produit en France, en Belgique, au Canada, en Suisse et en Allemagne, totalisant près de sept cents concerts. Fort de ce succès, le groupe s’installe en 2007 à Lille. Leur dernier concert en public eut lieu en Belgique le 28 mars 2009, à la Mare aux diables.

## Membres
- Jacqueline Bonjon - chant et guitare (depuis 1994)
- Anne Dubois - chœurs et basse (depuis 1999)
- Joseph Dubois - batterie (depuis 2005)
- Marguerite Bourg - chœurs et guitare (depuis 2007)

## Anciens Membres
- Martine Marelli - chœurs et guitare (2002-2007)
- Gilbert Boulet - chœurs et batterie (2002-2005)
- Florence Dublörf - chœurs et guitare (1994-2002)
- Joëlle Perrier - batterie et chœurs (1994-2002)
- Monique Lapierre - basse et chœurs (1994-1999)

## Technique
- Gégé la tendresse - son (depuis 2003)
- arnoz - lumiere et web (depuis 2002)

## Discographie
- La cassette !!! (1996)
- La femme est d’un naturel plutôt joueur (1998) autoproduit
- Le bonheur, c’est quand on est bien (2000) autoproduit
- Blanc de poulet (2002) art disto
- La bûche (2004) art disto
- La Poutine (Live CD+DVD) (2006) crash disques
- Femmes Divines (2007) exclaim